# Vico del Gargano
Vico del Gargano är en ort och kommun i provinsen Foggia i regionen Apulien i Italien. Kommunen hade 7 674 invånare (2017).